# Iie Sumirat
Iie Sumirat (* 15. November 1950 in Bandung; † 22. Juli 2025) war ein indonesischer Badmintonspieler und -trainer.
1974 machte er bei den All England erstmals auf sich aufmerksam. Dort konnte er mit Christian Hadinata im Herrendoppel bis ins Finale vordringen, wo sie jedoch ihren indonesischen Landsleuten Tjun Tjun und Johan Wahjudi unterlagen. Bei der ersten Weltmeisterschaft im Badminton 1977 gewann er die Bronzemedaille im Einzel. Er unterlag im Halbfinale dem späteren dänischen Weltmeister Flemming Delfs. 1978 erkämpfte er sich bei den Asienspielen erneut Bronze im Herreneinzel. Ein Jahr später hatte er maßgeblichen Anteil am Sieg Indonesiens im Thomas Cup. Im neuen Jahrtausend wurde er als Trainer von Taufik Hidayat bekannt.

## Erfolge
| Saison | Veranstaltung               | Disziplin    | Platz | Name                             |
| ------ | --------------------------- | ------------ | ----- | -------------------------------- |
| 1974   | All England                 | Herrendoppel | 2     | Christian Hadinata / Iie Sumirat |
| 1977   | Badminton-Weltmeisterschaft | Herreneinzel | 3     | Iie Sumirat                      |
| 1978   | Asienspiele                 | Herreneinzel | 3     | Iie Sumirat                      |
| 1979   | Thomas Cup                  | Mannschaft   | 1     | Indonesien                       |

## Trivia
Vereinzelt ist als Nachnamensschreibweise auch Sumirath anzutreffen.